# 69 Eskadra IAF

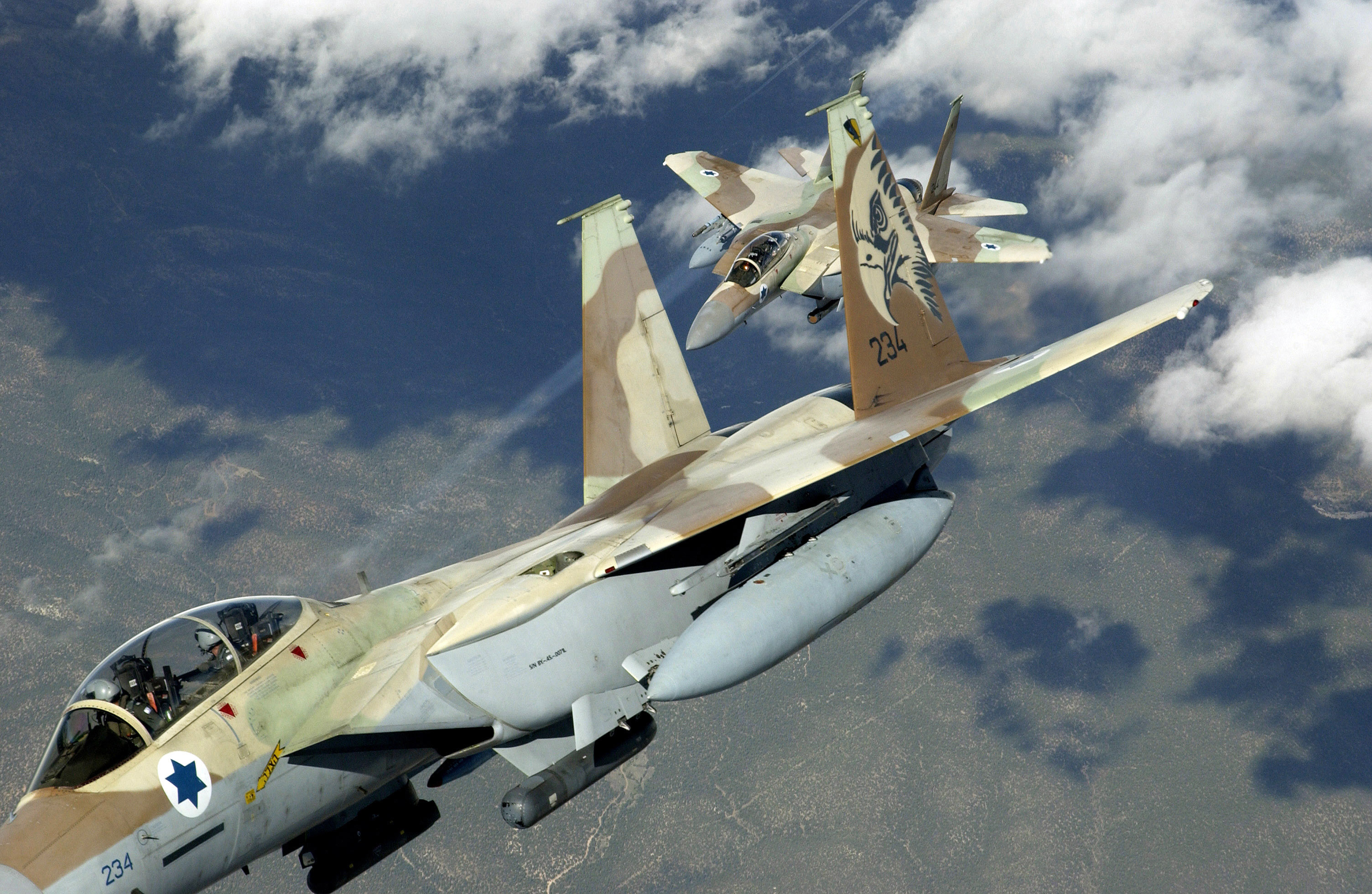
F-15I Ra’am

69 Eskadra (hebr. „Ha’patishim”, „Młoty”) – eskadra Sił Powietrznych Izraela, bazująca w Chacerim i Tel Nof w Izraelu.

## Historia
Eskadra została sformowana w 1948 i bazowała w Ramat Dawid. Przez pierwszych osiem lat eskadra składała się z trzech byłych amerykańskich ciężkich samolotów bombowych B-17. Pierwszą operację bojową przeprowadzono 15 lipca 1948 bombardując cele w Kairze (Egipt). Podczas wojny o niepodległość eskadra przeprowadziła ponad 200 misji bojowych, bez strat własnych.
Po zakończeniu wojny, w 1949 dwa bombowce B-17 wyposażono w radar, z przeznaczeniem do morskich lotów patrolowych. Następnie w 1951 przebazowano eskadrę do bazy lotniczej Hatzor i w 1954 rozwiązano ją. Trzy bombowce B-17 weszły wówczas w skład 103 Eskadry (w 1958 została ona rozbudowana o dwa kolejne B-17).
25 października 1956 ponownie sformowano 69 Eskadrę na potrzeby Kampanii Sueskiej. Wśród wykonywanych zadań bojowych było między innymi nocne bombardowanie egipskiego garnizonu w Szarm el-Szejk na Półwyspie Synaj. Po zakończeniu wojny, pod koniec 1956 eskadrę rozformowano, a przestarzałe bombowce wycofano ze służby.
W październiku 1969 ponownie utworzono 69 Eskadrę, jako drugą formację lotniczą operującą na samolotach myśliwsko-bombowych F-4 Phantom. Ich bazą operacyjną było lotnisko Ramat Dawid. Podczas wojny na wyczerpanie w 1970 roku eskadry 69 i 201 utraciły razem 9 samolotów, ale w lipcu 1970 uzupełniono ich stan o nowych 8 maszyn.
W 1971 siły powietrzne przeznaczyło kilka F-4 Phantom’ów do przeprowadzania zadań rozpoznawczych, zmieniając ich oznaczenie na RF-4E. Po kilku latach samoloty powróciły do swoich dawnych zadań bojowych jako myśliwce bombardujące. Podczas Wojny na Jom Kipur w 1973 eskadra utraciła 6 samolotów, jednak odniosła 20 powietrznych zwycięstw i przeprowadziła ponad 600 ataków na cele lądowe.
Pod koniec lat 70. XX w. eskadra wielokrotnie przeprowadzała bombardowania pozycji Organizacji Wyzwolenia Palestyny w Libanie. Kumulacją tych operacji była wojna libańska (lata 1982–1985).
W lutym 1998 w skład 69 Eskadry weszły nowe myśliwce przewagi powietrznej F-15I Ra’am, które zastąpiły stare F-4 Phantom’y. Na początku 2006 pojawiły się informacje o przygotowaniach eskadry do nalotu na irańskie instalacje nuklearne.
6 września 2007 myśliwce bombardujące F-15I Ra’am z 69 Eskadry wzięły udział w nalocie na instalację nuklearną w Dajr az-Zaur (Syrii).

## Wyposażenie
Na wyposażeniu 69 Eskadry znajdują się następujące samoloty:
- 21 myśliwce przewagi powietrznej F-15I Ra’am.